# Леший (пьеса)
«Ле́ший» — комедия в четырёх действиях Антона Павловича Чехова. Написана в 1889 году.
В 1889 году впервые поставлена в Москве частным театром Абрамовой.
Впервые опубликовано в отдельном литографированном издании: Леший. Комедия в 4-х действиях А. П. Чехова. — М.: Литография комиссионера Общества русских драматических писателей С. Ф. Рассохина (цензурное разрешение 1 мая 1890 года; вышло в свет с 16 по 23 августа 1890 года; напечатано 110 экземпляров).
Позднее комедия была переработана А. П. Чеховым в пьесу «Дядя Ваня».

## Действующие лица
- Александр Владимирович Серебряков, отставной профессор.
- Елена Андреевна, его жена, 27 лет.
- Софья Александровна (Соня), его дочь от первого брака, 20 лет.
- Марья Васильевна Войницкая, вдова тайного советника, мать первой жены профессора.
- Егор Петрович Войницкий, её сын.
- Леонид Степанович Желтухин, не кончивший курса технолог, очень богатый человек.
- Юлия Степановна (Юля), его сестра, 18 лет.
- Иван Иванович Орловский, помещик.
- Фёдор Иванович, его сын.
- Михаил Львович Хрущов,  помещик, кончивший курс на медицинском факультете.
- Илья Ильич Дядин.
- Василий, слуга Желтухина.
- Семён, работник на мельнице.

## Сюжет
Действие происходит в имении Серебрякова, где он вынужден жить, не имея возможности позволить себе достойную городскую квартиру. Сосед Серебрякова — не кончивший курса технолог Леонид Желтухин, который живёт в соседнем имении с сестрой Юлей. Первая жена Серебрякова умерла. От этого брака у него есть дочь Соня. Сам профессор женился на молодой красивой женщине Елене Андреевне. У профессора есть лучший друг помещик — Иван Иванович Орловский, который является крестным отцом Сони и Юли и некоторых других героев. Его называют «всеобщий крестненький». В имении Серебрякова живёт также Егор Петрович Войницкий, брат первой супруги профессора, которого все называют уменьшительно Жорж. Профессора мучают постоянные припадки подагры.
Профессор вместе с женой и дочерью приезжает в имение Желтухина на день рождения соседа. Вместе с ним приезжают Орловский, его сын Федор, влюбленный в Юлю, и главный герой пьесы Михаил Львович Хрущов, которого все прозвали Леший (крестник Ивана Ивановича Орловского). Юле помогает обедневший помещик Илья Ильич Дядин, который живёт в доме при мельнице, которую арендует у Хрущова.
Войницкий влюблен в Елену Андреевну, у которой вызывают раздражение его признания в любви. Хрущов осуждает Войницкого и Елену Андреевну за предполагаемую связь, о которой «говорит вся губерния». Елене Андреевне нравится Хрущов, в которого влюблена Соня. Соня ссорится с Хрущовым, который любит её, но не вполне открыто признает свои чувства и не веря в возможность её любви к себе, упрекает Соню в расчете и холодности. Елене Андреевне не нравятся глупые выходки Федора Ивановича: хотя на самом деле он любит Юлю, он ведет себя, как подросток. Серебряков собирает у себя семейный совет, на котором он предлагает продать имение. В это время приходит Илья Ильич Дядин, чтобы пригласить Серебряковых к себе. Войницкий поражен предложением Серебрякова, так как имение принадлежит Соне. Имение было куплено для матери Сони, сестры Войницкого. Для того чтобы покупка стала возможной, Войницкий отказался от своей доли наследства и 10 лет выплачивал долг по этому имению. Разгорается скандал. В отчаянии Войницкий уходит в свою комнату и там стреляется.
К Серебряковым приезжает по делу Хрущов, узнавший о том, что профессор продал свой лес на сруб. Он уговаривает Серебрякова отложить продажу на 3 месяца до того момента, когда он сам сможет купить этот лес. Серебряков не соглашается и оскорбляет Хрущова на глазах у Дядина. Хрущов решает уехать из имения, но Соня уговаривает его остаться. Елена Андреевна пытается с ним поговорить, но Хрущов так же резко отталкивает её. После того, как Войницкий покончил с собой, Дядин уезжает вместе с Еленой Андреевной, которая остается жить на его мельнице.
Серебряков вместе с Соней переезжает в имение Желтухина, так как после того, как Войницкий застрелился, его семья не может жить в своем доме. На мельницу к Дядину приходит Хрущов, который составляет карту уезда, но в это время туда приезжают на пикник Соня, Серебряков и Желтухин, а Дядин прогуливается с Юлей. Во время пикника Хрущов мирится с Серебряковым, а Елена Андреевна, которую у Серебряковых считали пропавшей, возвращается к профессору. В то же время в соседнем лесу происходит пожар, и Хрущов спешит туда, высказывая свою любовь к Соне в словах «Пусть меня не любят, я полюблю другую». В отчаянии Соня просит крестного Ивана Ивановича увезти её отсюда. Серебряков вместе с женой уезжает домой в имение Желтухина. Соня уговаривает крестного отвести её на пожар, но Орловский отказывается, так, как считает, что Соне там нечего делать. Хрущов возвращается за лошадью, так, как не может идти пешком. Соня не отпускает его и признается в любви. В концовке пьесы Юля соглашается на предложение Фёдора Ивановича выйти за него замуж, а Соня сообщает, что выходит замуж за Хрущова.

## Экранизация
- 1974 — Леший / The Wood Demon (ТВ) (Великобритания), режиссёр Дональд Маквинни[англ.] (сериал BBC Пьеса месяца). В ролях Иэн Холм — Михаил Львович Хрущов (Леший); Франческа Аннис — Елена
- 1981 — Леший (мини-сериал в постановке театра имени Евгения Вахтангова) (СССР), режиссёры Евгений Симонов, Владимир Семаков. В ролях Григорий Абрикосов — Иван Иванович Орловский; Дина Андреева; Юлия Борисова; Александр Граве; Анатолий Кацынский; Людмила Максакова; Николай Тимофеев; Вячеслав Шалевич; Юрий Яковлев; Нина Русланова.
- 1982 — A manó (телеспектакль MTV, Венгрия, 1982) (спектакль театра Йожефа Катоны в постановке Габора Жамбеки[венг.]